# Женская сборная Тайваня по хоккею с шайбой
Женская сборная Тайваня по хоккей с шайбой — представляет Китайскую Республику (Тайвань) на международных турнирах по хоккею с шайбой.
Женская юниорская сборная Тайваня по хоккею завоевала золото на женском чемпионате юниоров по хоккею на льду 2020 года в Финляндии. В финале Тайвань встретился со сборной Австралии. Тайваню удалось на последних минутах забить две шайбы и получить победу. Эта победа стала третьей для сборной после того, как она обыграла соперников из Финляндии и Казахстана.